# Christopher Strachey
Christopher S. Strachey (/ˈstreɪtʃi/; n. 16 noiembrie 1916, Hampstead⁠(d), Anglia, Regatul Unit al Marii Britanii și Irlandei – d. 18 mai 1975, Oxford, Anglia, Regatul Unit) a fost un cercetător britanic în domeniul informaticii. A fost unul din fondatorii  semanticii denotaționale și un pionier al proiectării limbajelor de programare.